# أوه بي إس ستوديو
```
برنامج أوه بي إس ستوديو
 Open Broadcaster Software (OBS) هو برنامج بث وتسجيل 
حر ومفتوح المصدر
 عبر الأنظمة الأساسية تم إنشاؤه باستخدام 
كيوت
 ويتم صيانته بواسطة مشروع OBS. اعتبارًا من عام 2016، يُشار إلى البرنامج الآن باسم 
OBS Studio
.
[
11
]
 هناك إصدارات من OBS Studio متاحة 
لتوزيعات
 
مايكروسوفت ويندوز
 و 
ماك أو إس
 و 
لينكس
. يتم تمويل OBS على 
Open Collective
.
```

## نظرة عامة
OBS Studio هو مجموعة برامج حرة ومفتوحة المصدر للتسجيل والبث المباشر. مكتوب بلغة C و C ++ و Qt، يوفر OBS التقاط المصدر والجهاز في الوقت الفعلي وتكوين المشهد وترميزه وتسجيله وبثه. يتم إرسال البيانات بشكل أساسي عبر بروتوكول المراسلة في الوقت الفعلي (RTMP) ويمكن إرسالها إلى أي وجهة تدعم RTMP، بما في ذلك العديد من الإعدادات المسبقة لدفق مواقع الويب مثل يوتيوب و تويتش و إنستغرام و فيسبوك.

## وصلات خارجية
- الموقع الرسمي
- أوه بي إس ستوديو على موقع Open Hub (الإنجليزية)
- أوه بي إس ستوديو على موقع Free Software Directory (الإنجليزية)
- أوه بي إس ستوديو على موقع Framasoft (الفرنسية)
- obs-studio على غيت هاب